# Mrežni administrator
IT administrator, IT sistem administrator ili administrator sistema je osoba zadužena za održavanje i upravljanje IT sistemom tj. računarskim sistemom i mrežom. Neretko se pojam IT sistem administratora meša sa pojmom IT sistem inženjera koji se bavi dizajniranjem IT sistema što je naprednija funkcija od IT sistem administratora, kao i sa pojmom IT tehničara, odnosno osobe koja radi na help desku diretkno pomažući korisnicima što je posao koji je na nižem nivou od posla IT sistem administratora.
U većim kompanijama IT sistem administratori rade u okviru posebnih IT odela, a postoje i specijalizacije pa tako IT sistem administrator može raditi administriranje baze podataka, mreže, web-a ili sigurnosti.
Najčešći certifikati koje treba posjedovati IT sistem administraotor su: Microsoftov MCSA, Ciscov CCNA ili CompTIA's A+ i Network+.

## Spoljašnje veze
- Cisco CCNA
- Microsoft MCSA